# 5-й полк морской пехоты (США)
5-й полк морской пехоты (англ. 5th Marine Regiment) — пехотный полк Корпуса морской пехоты США, расквартированый на базе КМП «Кэмп-Пендлтон» (штат Калифорния). Данный полк имеет больше всего наград среди всех полков Корпуса морской пехоты США. Входит в состав 1-й дивизии морской пехоты.

## История

### Первая мировая война

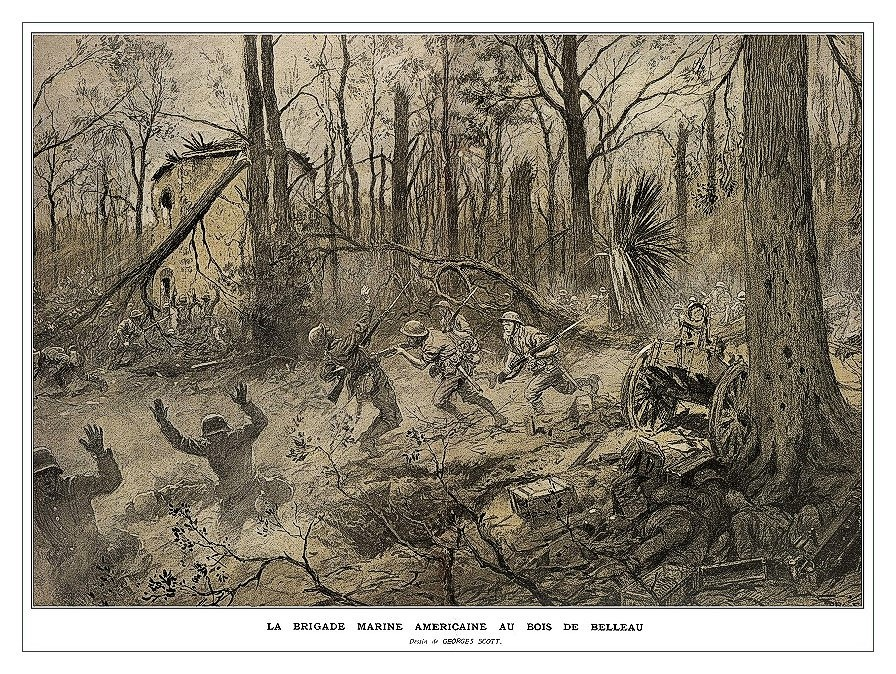
Американские морские пехотинцы в Белло Вуд.

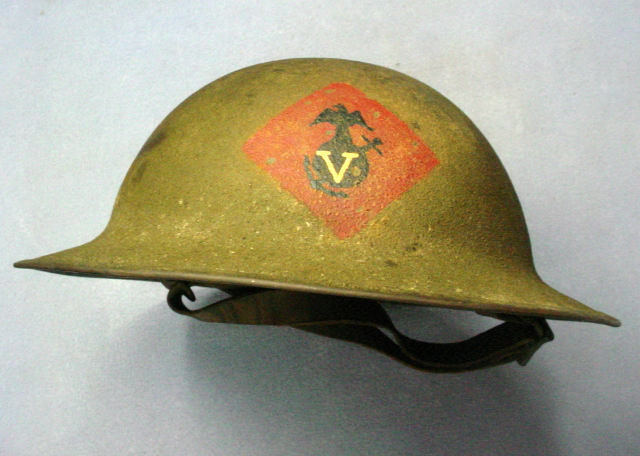
Каска Броди M1917. Каска 5-го полка морской пехоты США, времён Первой мировой войны, аналогичная британской.

Подразделение было активировано 8 июня 1917 года в Филадельфии, Пенсильвания, как 5-й полк морской пехоты. Они были немедленно отправлены во Францию и приданы 1-й пехотной дивизии армии США. Позже, в октябре того же года они были переподчинены 4-й бригаде морской пехоты в составе 2-й пехотной дивизии.
Весной полк был вовлечён в ожесточенный бой при Белло Вуд и получил от немцев прозвище «Морской Дьявол» (англ. Devil Dog).
Пятый впоследствии участвовал в наступательных кампания в Эне, в битве у Сен-Миеля и в Мёз-Аргоннском наступлении. Они также участвовали в оборонительных операциях при Тулон-Тройоне, Шато-Тьерри, Марбахе и Лиме. С 1918 года по 1919 год полк участвовал в оккупации немецкой земли Рейнланд. В августе 1919 года он вернулись обратно на базу морской пехоты «Квантико», штат Виргиния. Полк был деактивирован 13 августа 1919 года.
В знак признания многочисленных боевых заслуг, морские пехотинцы 5-го полка, 6-го полка и 6-го пулемётного батальона были удостоены французской военной награды «Крест войны 1914—1918» (фр. Croix de guerre 1914–1918). В результате, эти подразделения получили право носить аксельбант Крест войны (он изображён на эмблемах данных подразделений). Данный аксельбант впоследствии стал частью униформы этих подразделений, и все члены современных 5-го и 6-го морских полков имеют право носить его во время службы в полку. Более того, 5-й полк стал единственным в составе Американских экспедиционных сил, кто получил данную награду трижды: Аксельбант и Военный крест с двумя Пальмами и Позолоченной Звездой.

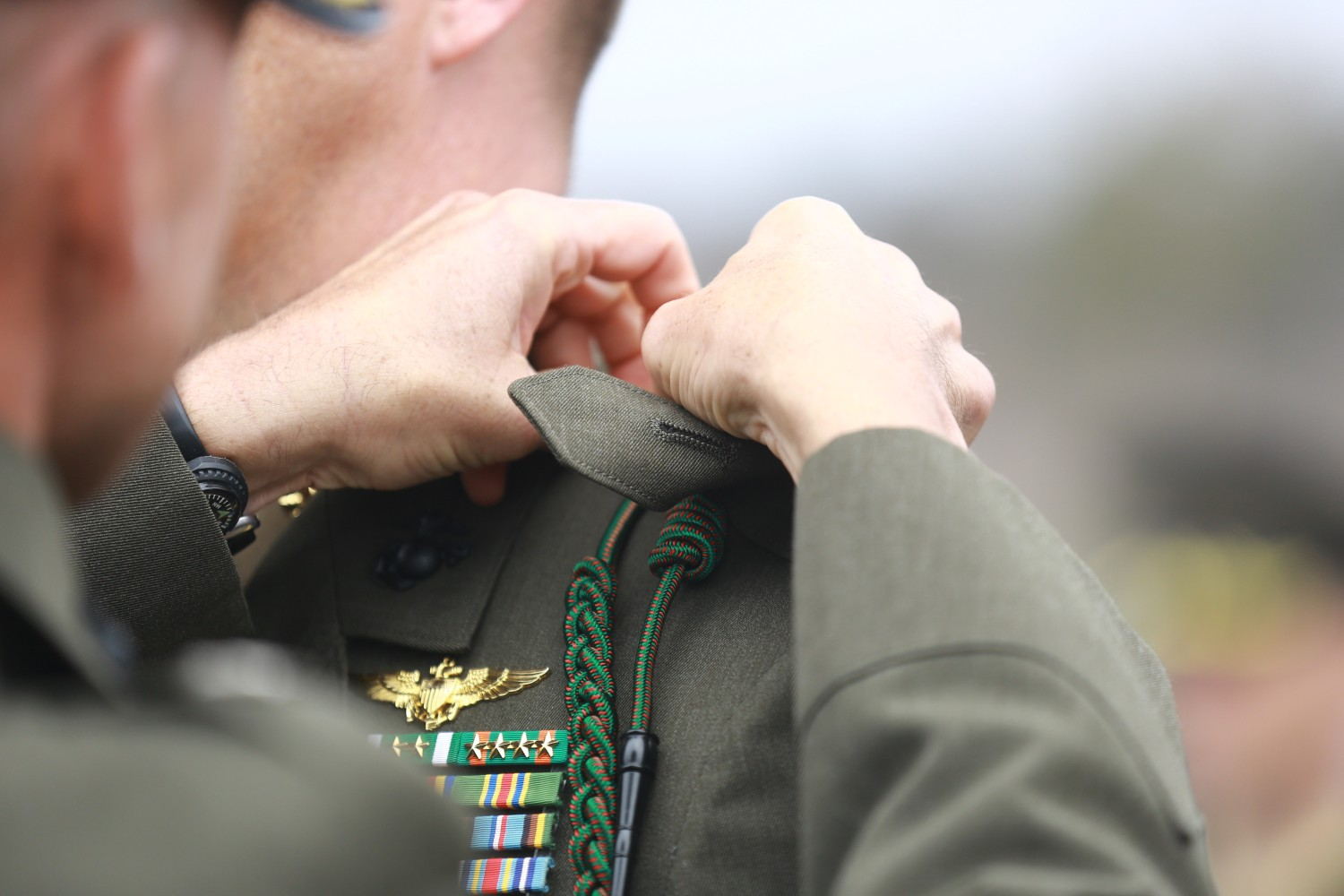
5-й полк один из двух полков морской пехоты, которому предоставлено право на ношение французского Аксельбанта за действия в Первой мировой войне.

Трое морских пехотинцев из полка были награждены Медалью Почёта за свои действия во время войны. Сержант Луис Кукела (англ. Louis Cukela), комендор-сержант Эрнест А. Джэнсон (англ. Ernest A. Janson) и сержант Матей Косак (англ. Matej Kocak). Каждый из них получил по две Медали Почёта (одну от флота и одну от армии) за один бой, что делает их только тремя из девятнадцати дважды награждённых медалью. Кроме того, два американских военно-морских офицера, приданых полку, также получили Медаль: капитан-лейтенант Александр Гордон Лайл (англ. Alexander Gordon Lyle) из стоматологического корпуса ВМФ и лейтенант Орландо Х. Петти (англ. Orlando H. Petty) из медицинского корпуса.

### Межвоенный период
Полк был повторно создан 8 июля 1920 года. Подразделения полка участвовали в почтовой караульной службе в восточной части Соединенных Штатов с ноября 1921 года по май 1922 года, и вновь с октября 1926 года по февраль 1927 года.
Затем они были развёрнуты в Никарагуа в январе 1927 года. Они непрерывно сражались с Никарагуанскими повстанцами, пока не были вновь распущены 11 апреля 1930 года.
5-й полк морской пехоты возобновил службу 1 сентября 1934 года в Квантико и был придан 1-й бригаде морской пехоты. В 1940 году они были направлены в залив Гуантанамо, Куба и переведены в состав 1-й дивизии морской пехоты 1 февраля 1941 года. Они расположились гарнизоном в Нью-Ривер, штат Северная Каролина.

### Вторая мировая война
После начала войны, 5-й полк был развёрнут в Веллингтоне, Новая Зеландия в июне 1942 года. В составе 1-й дивизии морской пехоты, полк принял участие в важнейших десантных операциях на Тихом океана: они сражались за Гуадалканал, Новая Британия, Восточная Новая Гвинея, Пелелиу и Окинаве. Сразу после войны, в сентябре 1945 года они были передислоцированы в Тяньцзинь, Китай и приняли участие в оккупации Северного Китая до мая 1947 года. Затем их перевели на Гуам в мае 1947 года и переназначили в состав 1-й временной бригады морской пехоты. В 1949 году они были переселены на свою новую постоянную базу КМП «Кэмп-Пендлтон», где остаются до сих пор.

### Корейская война
5 августа 1950 года 5-й полк был переброшен на Пусанский периметр, как часть временной бригады морской пехоты. Оттуда они участвовали в Инчхонской десантной операции, битве при Чосинском водохранилище и сражениях в Восточно-центральной и Западной частях фронта до окончания военных действий. Сразу после войны они поддерживали порядок на корейской демилитаризованной зоне с июля 1953 года по февраль 1955 года. Полк вернулся в «Кэмп-Пендлтон» в марте 1955 года.

### Война во Вьетнаме

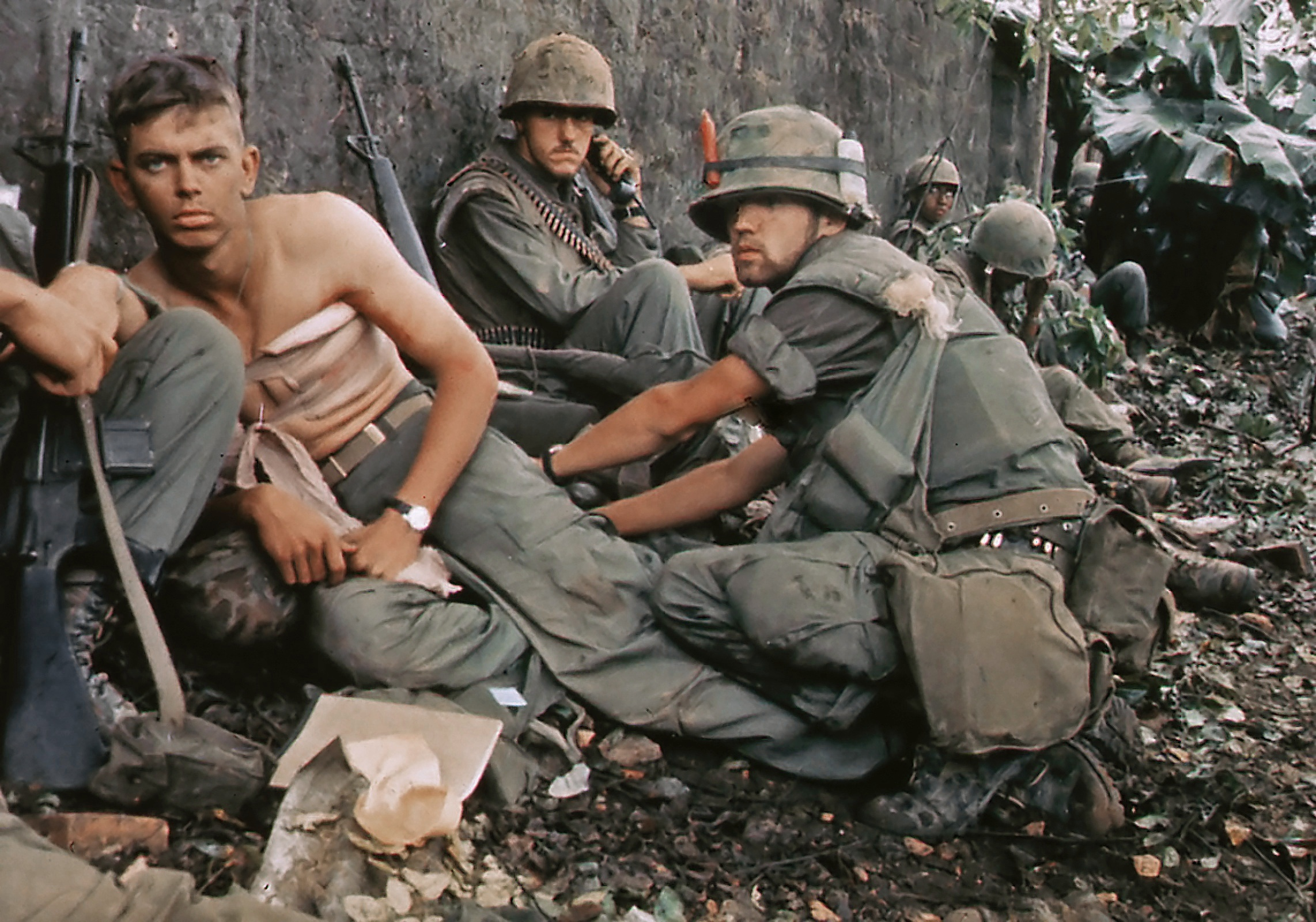
Медик оказывает помощь раненому морскому пехотинцу. Рота H 2-го батальона 5-го полка морской пехоты, Хюэ, 6 февраля 1968 года

5 марта 1966 года, 5-й полк был развернут в Республике Вьетнам. Они оставались во Вьетнаме в течение следующих пяти лет, приняв участие во множестве сражений и операций. В апреле 1971 года они наконец покинули Вьетнам. В 2003 году, бывший снайпер 5-го полка Джон Дж. Калбертсон (англ. John J. Culbertson), выпустил книгу «13 Cent Killers: The 5th Marine Snipers in Vietnam», историю снайперов 5-го полка морской пехоты, которые, как описывает издатель, «боролись со скользящими затворами и наградами за их головы в ходе самых ожесточенных сражений войны, начиная с 1967-го от Тета и до битвы за Хюэ в начале 1968 года».

### С послевоенных лет до 1990-х годов
В период с июля по декабрь 1975 года, элементы полка участвовали в операции «Новые Поступления», осуществляя приём вьетнамских беженцев в Кэмп-Пендлтоне, штат Калифорния. Их следующими крупными акциями были операции «Щит пустыни» и «Буря в пустыне» с августа 1990 года по апрель 1991 года. По окончании боевых действии в Юго-Западной Азии, они были быстро переброшены для проведения операции «Морской Ангел» в Бангладеш в мае — июне 1991 года. Целью операции была ликвидация последствий тайфуна.

### Глобальная война с терроризмом
5 февраля 2003 года, 5-й полк (1-й, 2-й и 3-й батальоны) был развернут в Кувейте как часть сил, предназначающихся для вторжения в Ирак. Они были поддержаны частями 1-го механизированного разведывательного батальона, 2-го танкового батальона, различных огневых батарей из 11-го полка морской пехоты, 2-го и 3-го амфибийно-штурмовых батальонов, роты Браво из 1-го сапёрного батальона, и 115-й боевой роты сервисной поддержки (CSSC-115). В результате данных мероприятий, численность полка возросла до 6000 человек, что сделало его самым крупным полком в истории.
21 марта полк стал первым подразделением, вошедшим в Ирак, когда он двигался для захвата нефтяных месторождений Румайлы. Двигаясь на север, полк продвинулся по четырёхполосному шоссе, а затем повернул на восток в сторону реки Тигр, пока 1-я дивизия морской пехоты не воссоединилась, чтобы продвинуться в красную зону, охватывающую Багдад и его пригороды. После захвата всех объектов морские пехотинцы заняли заданные сектора безопасности и вели боевые действия. На протяжении большей части атаки на север полк возглавлял 1-ю дивизию морской пехоты в самой глубокой атаке в истории морской пехоты. За 33 дня боёв полк потерял 12 убитых и 126 тяжело раненых.
С октября 2004 по март 2005 года штаб полка во главе с полковником Стюартом Наварре (англ. Stuart Navarre) был переброшен в Ирак, чтобы взять на себя роль учебного управления иракских сил безопасности для поддержки 1-й дивизии морской пехоты в лагере Блю Даймонд. Поскольку полк не был развернут в качестве полковой боевой группы, сотрудники штаба взяли на себя ответственность за работу с Национальной гвардией Ирака в Анбаре и иракской полицией в Эр-Рамади.

#### Развертывание в Фаллудже, 2006—2007 годы
В феврале 2006 года полк был переброшен в качестве 5-й полковой боевой группы в провинцию Анбар, и взял на себя контроль над большей территорией Эль-Фаллуджи от 8-го полка морской пехоты. Они проводили боевые операции, которые включали обучение и консультирование иракских сил совместно с военными переходными группами (MiTT) и полицейскими переходными группами (PiTT). RCT-5 располагался лагерем в Кэмп-Фаллудже под командованием I экспедиционного соединения морской пехоты до января 2007 года, когда их сменил 6-й полк морской пехоты, впервые за 94 года, когда два полка были вместе на поле боя.
По состоянию на декабрь 2007 года 5-й полк морской пехоты потерял 221 человека в ходе боевых действий в Ираке. Сюда входят члены полка и других батальонов, служивших в составе 5-го полка морской пехоты.
В начале декабря 2007 года 5-й полк морской пехоты открыл мемориал 221 человеку, убитому в Ираке. Среди них есть имена семи армейских солдат, прикрепленных к полку. Группа жителей округа Ориндж сформировала группу под названием «Мемориальный фонд 5-го полка морской пехоты» в начале 2007 года и собрала более 72 000 долларов на оплату мемориала. Мемориал, созданный по образцу иракских заграждений, помогающих предотвратить взрывы автомобилей и грузовиков, имеет надпись вверху: «Падшие и никогда не забытые», а внизу - «Падший воин, борец за свободу».

#### Развертывание в Эль-Асаде, 2008—2009 годы
В конце декабря 2007 года - начале января 2008 года полк снова был развёрнут в качестве 5-й полковой боевой группы (RCT-5) в провинции Анбар, и взял от 2-го полка морской пехоты на себя контроль над большим районом Аль-Асад и западной частью провинции. Они проводили боевые операции, которые включали обучение и консультирование иракских сил, и вместе с RCT-1 и Многонациональными силами-Запад (MNF-W) наблюдали за умиротворением Анбара и последующей передачей под контроль провинции Ирак. RCT-5 также участвовал в начальном этапе ретроградного вывоза тысяч единиц техники из Ирака. RCT-5 находился в Кэмп-Риппер, Аль-Асад, всставе I экспедиционного соединения морской пехоты под командованием полковника Патрика Дж. Мэлэя (англ. Patrick J. Malay). В январе 2009 года RCT-5 был заменен 8-м полком морской пехоты. За время развертывания RCT-5 потерял одного морского пехотинца и одного солдата, которые служили в частях полка при ведении боевых действий.
В начале 2009 года 5-й полк морской пехоты был назначен в качестве резерва в связи с последовательным развёртыванием в течение 13 месяцев в поддержку операции «Иракская свобода». Полк продолжал участвовать в учениях и развертывании на случай непредвиденных обстоятельств с 1-й дивизией морской пехоты и готовил силы к развёртыванию.

#### Развертывание в Афганистане, 2011—2012 годы
В августе 2011 года 5-й полк впервые был развернут в качестве полковой боевой группы 5 (RCT-5) в провинции Гильменд, Афганистан, для поддержки операции «Несокрушимая свобода». Они действовали вместе с 1-м полком морской пехоты и под командованием полковника Роджера Тёрнера (англ. Roger Turner) взяли под свой контроль район операций Марджа, Гармсир и Нава. RCT-5 базировался в Кэмп Дуайер. Их внимание было сосредоточено на развитии местных сил обороны в Гармсире и Наве, наставничестве и расширении полицейских сил на юге Гильменда, обеспечении дальнейшей подготовки Афганской национальной армии и поддержке вывоза тысяч единиц техники из Афганистана. В начале июля 2012 года RCT-5 провел операции с RCT-6. RCT-5 вернулся в Кэмп-Пендлтон, штат Калифорния, в начале августа 2012 года.
В августе 2012 года подполковник Джейсон Бом (англ. Jason Bohm) был выбран следующим командиром полка.

#### Учения «Ятаган пустыни», весна 2013 года
С апреля по начало мая 2013 года 5-й полк участвовал в учениях «Ятаган в пустыне» (англ. Desert Scimitar) в Центре воздушно-наземных боевых действий морской пехоты, 29 Палмс, Калифорния. Цель учений заключалась в командовании и управлении воздушно-наземной оперативной группой морской пехоты (MAGTF) в рамках перехода морской пехоты от борьбы с повстанцами к обычным линейным боевым действиям в свете сворачивания войны в Афганистане. В учениях приняли участие подразделения наземных боевых, авиационных и тыловых подразделений. 5-й полк морской пехоты сформирован как полковая боевая группа, сосредоточившись на отработке традиционной тактики боевого управления и управления пехотой, артиллерией и бронетехникой. Полк отрабатывал во время учений стрельбу прямой наводкой из стрелкового и среднего оружия с пехотинцами 2-го батальона 5-го полка морской пехоты и 1-го батальона 7-го полка морской пехоты; фугасный огонь с закрытых позиций из артиллерии 2-го батальона 11-го полка морской пехоты; средства бронетанковой поддержки 1-го танкового батальона и 3-го механизированного разведывательного батальона.
В конце мая 2013 года морские пехотинцы 5-го полка приняли участие в учебной выставке с 21-м французским пехотным полком морской пехоты во Фрежюсе, Франция. Морские пехотинцы изучали французское вооружение, включая штурмовую винтовку FAMAS G2. Они также использовали каяки, чтобы отправиться в Средиземное море, что дало морским пехотинцам возможность узнать о тактике разведки французских морских пехотинцев.
В июне 2013 года морские пехотинцы собрались на церемонию открытия Мемориала операции «Несокрушимая свобода». Более сотни морских пехотинцев, ветеранов и матерей Золотой Звезды собрались в Мемориальном саду Сан-Матео, чтобы присоединиться к полку на церемонии. Имена морских пехотинцев и моряков, сражавшихся и погибших в составе 5-го батальона морской пехоты или 5-й полковой боевой группы в Афганистане, выгравированы на 7-тонном гранитном мемориале. Мемориал высотой 213 сантиметров и шириной 254 сантиметра был создан в Барре, штат Виргиния, и отправился в Кэмп-Пендлтон в течение 10-дневного путешествия, где каждую милю пути его сопровождали мотоциклисты клуба Patriot Guard Riders, которые решительно поддерживают военнослужащих, приветствуя их возвращение домой после развёртывания. На дне мемориального камня выгравированы слова: «ПАЛ, НО НИКОГДА НЕ ЗАБЫТ».

#### Морская оперативная группа специального назначения воздух-земля, май 2014 — апрель 2015
В мае 2014 года 5-й полк морской пехоты был назначен штабным элементом оперативной группы морской пехоты специального назначения (SP-MAGTF). SP-MAGTF будет действовать как подразделение кризисного реагирования CENTCOM под командованием полковника Джейсона Бома. Это также докажет способность CENTCOM поддерживать мероприятия по сотрудничеству в области безопасности на театре военных действий, такие как учения, а также реагировать на непредвиденные обстоятельства. Оперативная группа будет находиться в Кувейте, но в конечном итоге будет действовать из нескольких разных мест на Ближнем Востоке. SP-MAGTF состоит из 2300 морских пехотинцев из:
- штабной роты,
- 5-го полка морской пехоты, Кэмп-Пендлтон, Калифорния,
- 2-го батальона, 7-го полка морской пехоты, Твентинайн-Палмс, Калифорния,
- 363-й эскадрильи средних конвертопланов морской пехоты, Мирамар, Калифорния,
- 234-й транспортной эскадрильи морских воздушных заправщиков, объединенная резервная база военно-морской авиации Форт-Уэрт, Техас.

Большинство подразделений будет развернуто в течение шести или семи месяцев, хотя в штабе полка ротация может быть более длительной.
К январю 2015 года SPMAGTF работала в шести странах в рамках CENTCOM. Из соображений безопасности и из уважения к иностранным партнёрам в регионе ему не дали собственного имени. Оперативная группа ежедневно выполняла как кинетические, так и некинетические миссии в поддержку операции «Непоколебимая решимость», возглавляемой США интервенции против ИГИЛ. Силы Корпуса морской пехоты использовали существующую инфраструктуру для создания в Ираке площадки партнёрства, предназначенной для увеличения возможностей иракских сил безопасности (ISF). Кроме того, SPMAGTF воспользовалась двусторонними возможностями обучения в театре. Подразделение участвовало в учениях Red Reef с силами ВМС, Корпуса морской пехоты и Королевского флота Саудовской Аравии.
30 марта 2015 года Передовая группа (ADVON) вернулась в Кэмп-Пендлтон, Калифорния. 12 апреля 2015 г. основные силы также вернулись домой. 5-й полк передал командование 7-му полку морской пехоты.
В апреле 2016 года 5-й полк морской пехоты снова возглавил командование Воздушно-наземной оперативной группы специального назначения морской пехоты - Центральное командование по реагированию на кризисные ситуации в ходе 9-месячного развертывания в опасности. SPMAGTF провела боевые действия против ИГИЛ в поддержку операции «Непоколебимая решимость», при этом направления усилий были сосредоточены на сотрудничестве в области безопасности на театре военных действий, операциях на случай непредвиденных обстоятельств, реагировании на кризис и продвижении сил в районе операций Центрального командования, вернувшись в декабре 2016 года после успешного развертывание.

## Нынешний состав полка
|  |

| Headquarters Company |

| функционирование: 8 июня 1917 — 13 августа 1919, 8 июля 1920 — 11 апреля 1930, 1 сентября 1934 — наст. время |

| тип: Штабная рота |

|  |

| 1st Battalion, 5th Marines (1/5) |

| функционирование батальона: 13 июля — 24 декабря 1914, 25 мая 1917 — 13 августа 1919, 17 мая 1921 — 2 января 1933, 1 сентября 1934 — 6 января 1942, 14 января 1942 — 1 октября 1947, 1 октября 1949 — 15 июня 1974, 31 марта 1975 — наст. время |

| тип: Пехотный батальон |

| численность: 1,200 человек личного состава |

| прозвище: «Джеронимо» (англ. Geronimo) |

| девиз: «Заключай мир или умрёшь» (англ. Make peace or die) |

|  |

| 2nd Battalion, 5th Marines (2/5) |

| функционирование батальона: 1 июля 1914 — 13 августа 1919, 17 мая 1921 — 5 января 1929, 14 февраля 1929 — 12 апреля 1930, 1 сентября 1934 — наст. время |

| тип: Пехотный батальон |

| численность: 1,100 человек личного состава |

| девиз: «Отступление, хрен!» (англ. Retreat, Hell!) |

|  |

| 3rd Battalion, 5th Marines (3/5) |

| функционирование батальона: 8 июня 1917 — 13 августа 1919, 17 мая 1921 — январь 1933, ноябрь 1934 — март 1935, 1 апреля 1940 — 15 апреля 1946, 15 октября 1949 — наст. время |

| тип: Пехотный батальон |

| численность: 1,200 человек личного состава |

| прозвище: «Тёмная Лошадка» (англ. Dark Horse) и «Профессионалы Своего Дела» (англ. Consummate Professionals) |

| девиз: «Кое-что перепадёт» (англ. Get Some) |

|  |

| 2nd Battalion, 4th Marines (2/4) |

| функционирование батальона: апрель 1914 — 4 октября 1927, 18 сентября 1932 — 6 мая 1942, 1 февраля 1944 — февраль 1946, 2 сентября 1952 — наст. время |

| тип: Пехотный батальон |

| численность: 1,200 человек личного состава |

| прозвище: «Великолепные Ублюдки» (англ. The Magnificent Bastards) |

| девиз: «Несравненный» (англ. Second to None) |

| факты: Приписан к 5-му полку морской пехоты 2 сентября 1994 года. |

## Командиры полка
Список некоторых командиров полка:
- полковник Robert Blake (27 мая 1941 — 8 апреля 1942)
- полковник Leroy P. Hunt (9 апреля 1942 — 19 сентября 1942)
- полковник Merritt A. Edson (20 сентября  1942 – 28 июля 1943)
- полковник John T. Seldon (29 июля 1943 — 29 февраля 1944)
- полковник Oliver P. Smith (1 марта 1944 — 9 апреля 1944)
- подполковник Henry W. Buse, Jr. (10 апреля 1944 — 20 мая 1944)
- полковник William S. Fellers (21 мая 1944 — 17 августа 1944)
- полковник Harold D. Harris (18 августа 1944 — 19 октября 1944)
- полковник Lewis W. Walt (20 октября 1944 — 28 октября 1944)
- полковник John H. Griebel (29 октября 1944 — 24 июня 1945)
- полковник Julian N. Frisbie (25 июня 1945 — 15 октября 1945)
- полковник Joseph F. Dunford (9 июня 2001 — 23 мая 2003)
- полковник Stewart R. Navarre (23 мая 2003 — 8 июля 2005)
- полковник Lawrence D. Nicholson (9 июля 2005 — 21 июня 2007)
- полковник Patrick J. Malay (22 июня 2007 — 14 июля 2009)
- полковник Willard A. Buhl (15 июля 2009 — 31 марта 2011)
- полковник Roger B. Turner (31 марта 2011 — 24 июня 2013)
- полковник Jason Q. Bohm (25 июня 2013 — 25 июня 2015)
- полковник Kenneth R. Kassner (25 июня 2015 — 3 марта 2017)
- полковник George C. Schreffler III (3 марта 2017 — 27 июня 2019)
- полковник Robert S. Weiler (27 июня 2019 — 21 июня 2021)
- полковник Chris Steele (21 июня 2021 — 23 июня 2023)
- полковник Brian T. Mulvihill (с 23 июня 2023)

## Награды подразделения
Благодарности и награды вручаются за участие в боевых действиях. Членам формирования, участвовавшим в указанных действиях, разрешают носить на своих мундирах данные виды наградных планок. 5-м полку морской пехоты были вручены следующие награды:
| Серебряная звезда за службу · Серебряная звезда за службу | Благодарность Президента воинской части с двумя серебряными звёздами        |
|                                                           | Единая награда воинской части                                               |
| Бронзовая звезда за службу · Бронзовая звезда за службу   | Благодарность части Военно-морского флота с двумя бронзовыми звёздами       |
| Бронзовая звезда за службу                                | Похвальная благодарность армейской воинской части с одной бронзовой звездой |
|                                                           | Военный крест                                                               |
|                                                           | Благодарность президента Корейской республики                               |
|                                                           | Вьетнамский Крест «За храбрость» с Пальмовым Вымпелом                       |
|                                                           | Вьетнамская Медаль «За гражданские действия»                                |